# فاروق كوتلو
محمود فاروق كوتلو (من مواليد 5 يونيو 1962 في كهرمانمارا ) هو فنان شيشاني تركي المولد. درس في جامعة معمار سنان للفنون الجميلة 1978 - 1984 

## المؤشرات
- 2007 - معرض الفنانين - "تشاناس في الذاكرة"
- 2007 - معرض الفنون بمتحف الصحافة - "تشاناس في الذاكرة"
- 2008 - معرض الفنون البلدية بشكتاش - "ذاكرة تاشناس"
- 2009- معرض الفنون بمتحف الصحافة – "تاتشاناس القوقازية"
- 2010 - معرض الفنون فاكيفبانك أوداكولي - "تاتشاناس القوقازية"
- 2010- صالة عرض متحف الصحافة – (بالتركية: «Unutulan Zamanlara Yolculuk»)‏
- 2011 - صالة سكاريا للفنون – (بالتركية: «Vazgeçilen Düşler Unutulan Kafkasya»)‏
- 2011 - جاليري دوزجي بيديسي - "مارشاغويلا، قوقاز"

## معرض

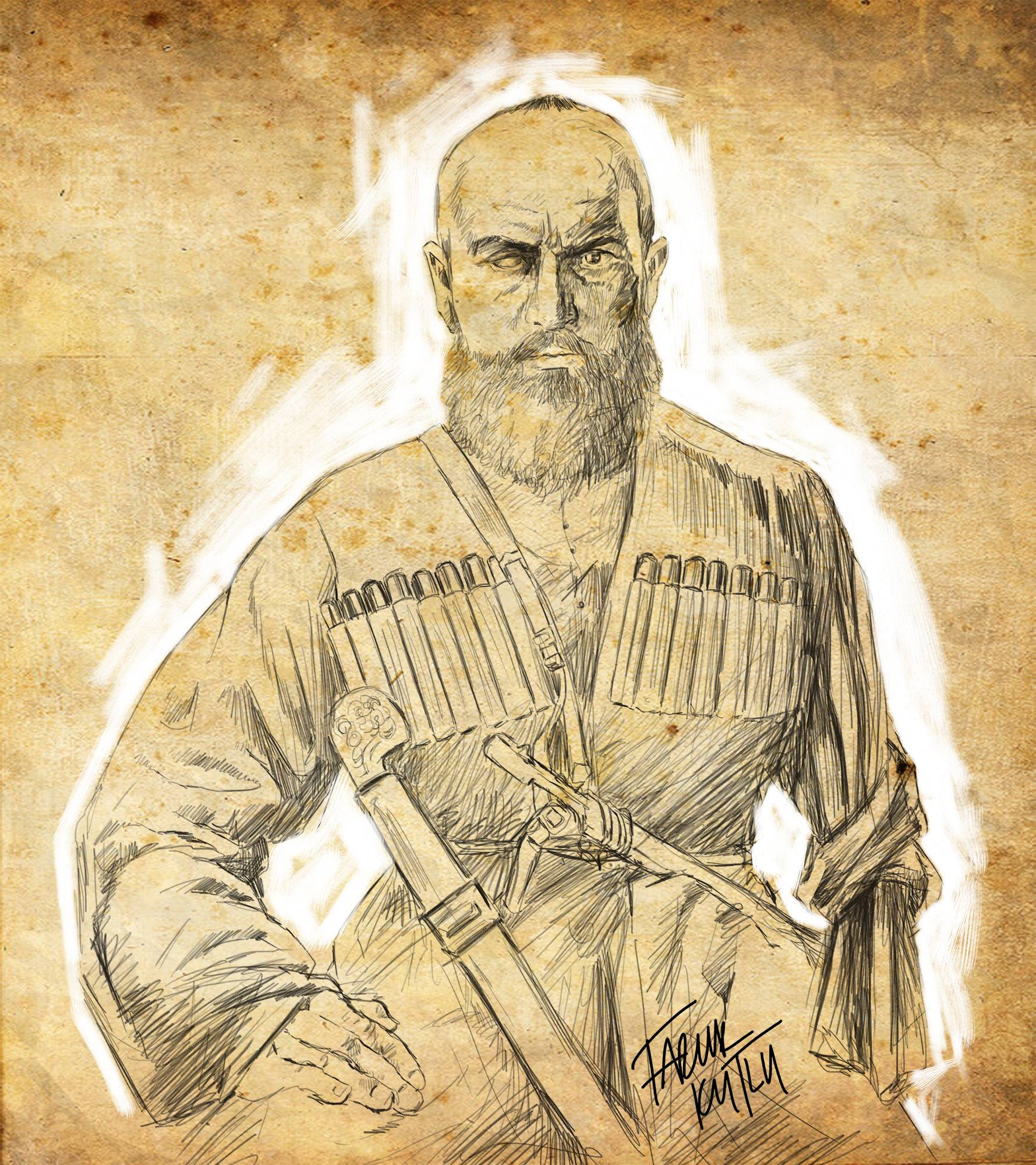
بايسانجور بينوفسكي